# Cyornis concretus
A Cyornis concretus a madarak (Aves) osztályának verébalakúak (Passeriformes) rendjébe, ezen belül a légykapófélék (Muscicapidae) családjába tartozó faj.

## Rendszerezése
A fajt Salomon Müller német ornitológus írta le 1835-ben, a Muscicapa nembe Muscicapa concreta néven.

## Alfajai
- Cyornis concretus concretus (S. Muller, 1836)
- Cyornis concretus cyaneus (Hume, 1877)
- Cyornis concretus everetti (Sharpe, 1890)[2]

## Előfordulása
Délkelet-Ázsiában, Brunei, Kína, India, Indonézia, Laosz, Malajzia, Mianmar, Thaiföld és Vietnám területén honos. Természetes élőhelyei a szubtrópusi vagy trópusi síkvidéki és hegyi esőerdők, valamint cserjések. Állandó, nem vonuló faj.

## Megjelenése
Testhossza 18–19 centiméter, testtömege 19-30 gramm.

## Életmódja
Valószínűleg gerinctelenekkel táplálkozik.

## Természetvédelmi helyzete
Az elterjedési területe rendkívül nagy, egyedszáma viszont csökkenő, de még nem éri el a kritikus szintet. A Természetvédelmi Világszövetség Vörös listáján nem fenyegetett fajként szerepel.